# Condados da Suécia
Os 21 condados da Suécia (em sueco:  län) são as maiores subdivisões administrativas do país.
Têm a missão de executar as tarefas do Estado no respetivo condado, de forma a ajudar o governo a cumprir as decisões tomadas pelo parlamento.

## Os condados no contexto da União Europeia
No âmbito da União Europeia, os condados são unidades estatísticas do tipo Nuts 3, à semelhança das Comunidades Intermunicipais portuguesas.

## Funções administrativas estatais - "Länsstyrelse"
Os condados suecos têm um grande número de funções administrativas estatais, executadas pelo länsstyrelse, visando tanto tarefas globais (como p.ex. assegurar que objectivos políticos nacionais sejam realizados e que o desenvolvimento do condado seja promovido), como tarefas específicas (como p.ex. defesa civil, proteção civil, assistência social, comunicações, controlo alimentar, bem-estar dos animais e serviços veterinários, agricultura, pescas, igualdade entre homens e mulheres, ambiente cultural, financiamento da habitação, planeamento, conservação da natureza e proteção do ambiente, realização de eleições gerais.

## Organização dos Condados
Cada condado tem uma capital (residensstad), onde reside um governador (landshövding), nomeado pelo governo, e onde está o governo civil (länsstyrelse).                                                                                                                
O governo civil do condado (länsstyrelse) implementa as medidas tomadas pelo parlamento e pelo governo, sendo responsável por variadas áreas administrativas, tais como os impostos, a pesca, as comunicações, a igualdade de géneros, o meio ambiente, etc.                                                                                        As atividades dos condados são articuladas com as atividades da subdivisão seguinte – a comuna (kommun).

## Os Condados ("län") e as Regiões político-administrativas ("region")
Cada condado partilha o seu território com a região correspondente, tendo todavia papéis diferentes.                                                                                                            Enquanto que os condados são órgãos administrativos – nomeados pelo estado e responsáveis localmente pelo controlo alimentar, bem-estar dos animais e serviços veterinários, etc…, as regiões são órgãos políticos eleitos pelos cidadãos e responsáveis pela saúde, transportes, cultura, etc…

## Os 21 condados da Suécia
Os 21 condados são os seguintes (a letra denota posição no mapa):

| Condado                    | Abreviatura | Capital    | Fundação | Região político-administrativa |
| Condado de Blekinge        | K           | Karlskrona | 1683     | Região Blekinge                |
| Condado de Dalarna         | W           | Falun      | 1634     | Região Dalarna                 |
| Condado da Escânia         | M           | Malmö      | 1997     | Região Escânia                 |
| Condado de Estocolmo       | AB          | Estocolmo  | 1968     | Região Estocolmo               |
| Condado da Gotlândia       | I           | Visby      | 1678     | Região Gotlândia               |
| Condado de Gävleborg       | X           | Gävle      | 1762     | Região Gävleborg               |
| Condado da Halland         | N           | Halmstad   | 1719     | Região Halland                 |
| Condado da Jämtland        | Z           | Östersund  | 1810     | Região Jämtland Härjedalen     |
| Condado de Jönköping       | F           | Jönköping  | 1687     | Região Jönköping               |
| Condado de Kalmar          | H           | Kalmar     | 1634     | Região Kalmar                  |
| Condado de Kronoberg       | G           | Växjö      | 1674     | Região Kronoberg               |
| Condado de Norrbotten      | BD          | Luleå      | 1810     | Região Norrbotten              |
| Condado da Södermanland    | D           | Nyköping   | 1683     | Região Sörmland                |
| Condado de Uppsala         | C           | Uppsala    | 1634     | Região Uppsala                 |
| Condado da Värmland        | S           | Karlstad   | 1779     | Região Värmland                |
| Condado de Västerbotten    | AC          | Umeå       | 1638     | Região Västerbotten            |
| Condado de Västernorrland  | Y           | Härnösand  | 1762     | Região Västernorrland          |
| Condado da Västmanland     | U           | Västerås   | 1634     | Região Västmanland             |
| Condado da Västra Götaland | O           | Gotemburgo | 1998     | Região Västra Götaland         |
| Condado de Örebro          | T           | Örebro     | 1634     | Região Örebro                  |
| Condado da Östergötland    | E           | Linköping  | 1634     | Região Östergötland            |

## História
Embora a palavra län já existisse no século XIII, é em 1634 que os atuais condados começaram a ver a luz do dia, atravës do ”Acto Constitucional de 1634” (1634 års regeringsform). 

- 1634: Uma reforma político-administrativa substitui as províncias históricas - landskap - pelos län.[1]
- Janeiro de 1968: A cidade de Estocolmo se uniu ao condado de Estocolmo;
- 1 de janeiro de 1997: O condado de Escânia foi criado através da união dos condados de Kristianstad e Malmöhus;
- 1 de janeiro de 1997: O nome do condado de Kopparberg mudou para Dalarna;
- 1 de janeiro de 1998: O condado de Västra Götaland foi criado através da união dos condados de Gotemburgo e Bohuslän, Skaraborg e Alvsburgo.

## Evolução da população1
| Condados              | 18952     | 1910      | 1945      | 19552     | 1965      | 19762     | 1989      |
| --------------------- | --------- | --------- | --------- | --------- | --------- | --------- | --------- |
| Blekinge              | 143.387   | 149.359   | 146.908   | 146.034   | 149.000   | 154.962   | 149.960   |
| Dalarna               | 206.774   | 233.873   | 253.507   | 276.172   | 282.000   | 283.350   | 286.667   |
| Estocolmo 3           | 157.457   | 229.181   | 321.989   | 386.489   | 1.382.000 | 1.500.868 | 1.629.631 |
| Gävleborg             | 218.864   | 253.792   | 275.436   | 290.676   | 293.000   | 294.627   | 288.223   |
| Gotlândia             | 51.855    | 55.217    | 59.505    | 57.526    | 54.000    | 54.621    | 56.840    |
| Halland               | 139.356   | 147.224   | 155.257   | 165.865   | 180.000   | 219.780   | 250.959   |
| Jämtland              | 104.259   | 118.115   | 143.213   | 144.880   | 131.000   | 133.752   | 134.789   |
| Jönköping             | 195.856   | 214.454   | 253.794   | 277.949   | 296.000   | 302.142   | 306.590   |
| Kalmar                | 229.176   | 228.129   | 231.336   | 776.462   | 236.000   | 240.969   | 239.564   |
| Kronoberg             | 158.838   | 157.965   | 153.572   | 159.112   | 164.000   | 170.319   | 176.589   |
| Norrbotten            | 115.500   | 161.132   | 229.568   | 250.521   | 260.000   | 266.113   | 262.838   |
| Örebro                | 188.771   | 207.021   | 235.989   | 254.136   | 268.000   | 273.819   | 271.523   |
| Östergötland          | 270.973   | 294.179   | 332.946   | 354.126   | 366.000   | 389.431   | 399.506   |
| Södermanland          | 161.722   | 178.568   | 201.051   | 219.501   | 241.000   | 251.996   | 253.363   |
| Uppsala               | 123.015   | 128.171   | 146.415   | 159.752   | 185.000   | 233.115   | 264.738   |
| Värmland              | 252.915   | 260.135   | 272.275   | 286.786   | 287.000   | 284.529   | 282.375   |
| Västerbotten          | 133.336   | 161.366   | 228.135   | 236.434   | 234.000   | 237.705   | 250.134   |
| Västernorrland        | 217.220   | 250.512   | 278.707   | 288.599   | 277.000   | 268.237   | 260.488   |
| Västmanland           | 142.735   | 155.920   | 183.346   | 213.723   | 250.000   | 260.164   | 256.510   |
| Antigos condados      | 18952     | 1910      | 1945      | 19552     | 1965      | 19762     | 1989      |
| Älvsborg              | 274.698   | 287.692   | 338.996   | 366.827   | 390.000   | 420.192   | 437.516   |
| Gotemburgo e Bohuslän | 313.340   | 381.270   | 510.896   | 579.551   | 666.000   | 714.374   | 735.672   |
| Kristianstad          | 219.858   | 228.307   | 253.277   | 259.398   | 262.000   | 273.941   | 286.654   |
| Malmöhus              | 383.202   | 457.214   | 551.610   | 596.809   | 667.000   | 739.682   | 771.361   |
| Skaraborg             | 244.514   | 241.284   | 244.737   | 249.389   | 255.000   | 264.286   | 274.546   |
| Cidade de Estocolmo3  | 271.638   | 342.323   | 671.284   | 776.947   |           |           |           |
| Totais                | 4.919.259 | 5.522.403 | 6.673.749 | 7.773.664 | 7.775.000 | 8.232.974 | 8.527.036 |

Notas:
- 1 - fonte: statoids.com
- 2 - as populações de 1895, 1955 e 1976 são estimadas
- 3 - a partir de 1968, a cidade de Estocolmo se uniu ao condado de Estocolmo.